# Eastgate House

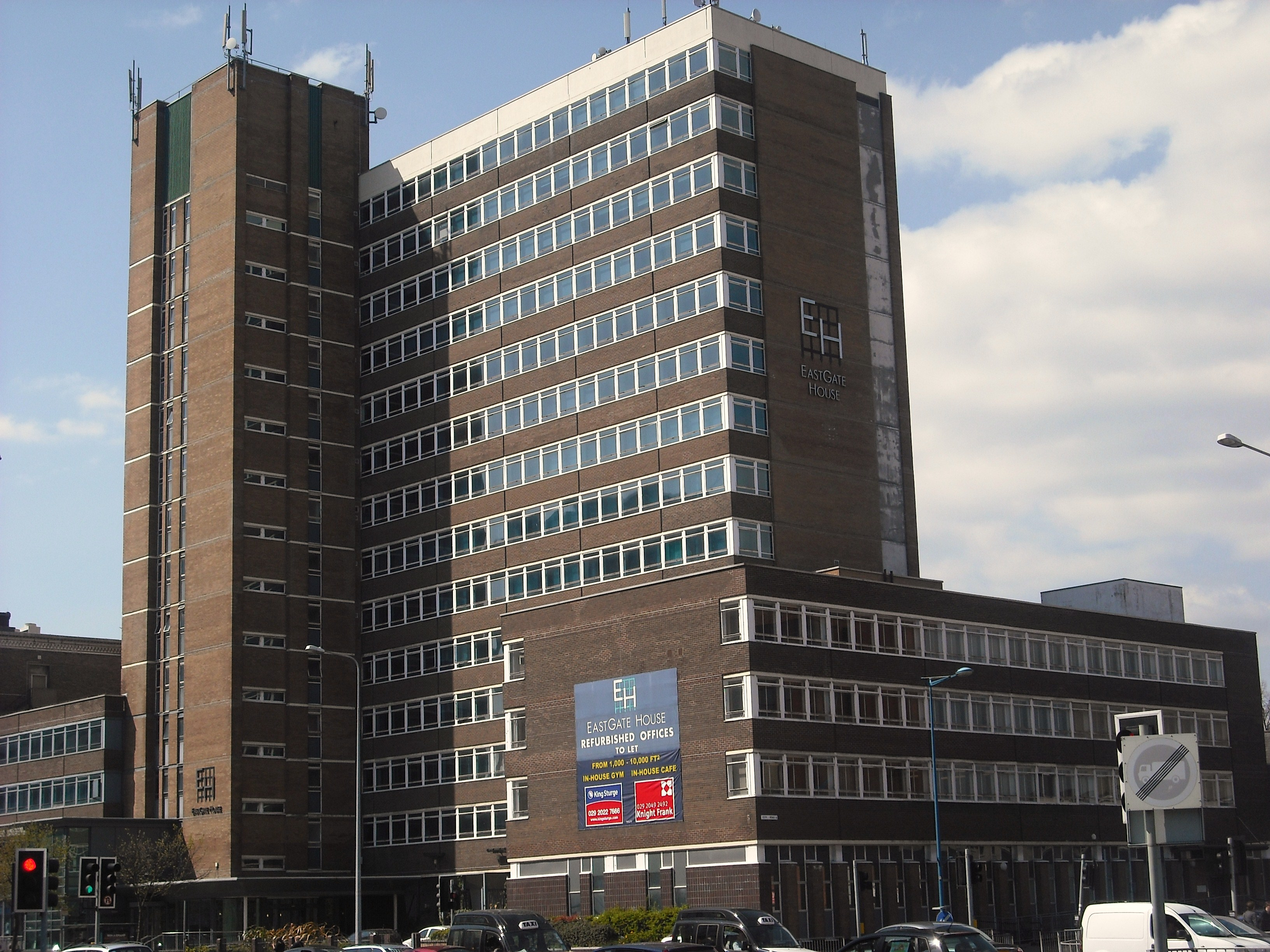
Vista do prédio em Cardife.

Eastgate House, conhecido também como Heron House, é um edifício de escritórios localizado na Newport Road, Cardife, Gales.  Foi construído em 1969 tendo 46 metros (150 pé) de altura com 14 pavimentos. Seus espaços são ocupados pelo Departamento do Trabalho e Pensões, Universidade de Cardife, Newsco Insider, Biofusion Plc, BPP Professional, Asthma UK e Randstad Holding. O edifício possui 3 elevadores e estacionamento estimado para 40 carros.